# 乐嵩
乐嵩，五胡十六国時代前燕人物。
乐嵩在前燕担任散騎侍郎。369年七月，因东晋桓温北伐，前燕皇帝慕容暐派遣他作为使者至前秦，多带金品请求救援，许诺割让虎牢关以西之地。
乐嵩改任中書侍郎。370年八月，前秦攻打前燕，慕容暐召散騎侍郎李鳳、黄門侍郎梁琛、中書侍郎乐嵩，询问前秦軍軍容众寡，战局勝敗如何。李鳳认为前燕軍无敵，王猛比不上慕容评。梁琛、乐嵩认为：「兵書之义，考虑到敌人能打，应该用計略谋划取得勝利。如果希望敌人不打，不是万全之道。晋国慶鄭说：『秦众虽少，战士倍我。众之多少，非可问也』。秦军行军千里，从遠方来战，怎么会不愿意作战」。慕容暐听到后，很不高兴。